# Euthalia nadenya
Euthalia nadenya är en fjärilsart som beskrevs av Hans Fruhstorfer 1913. Euthalia nadenya ingår i släktet Euthalia och familjen praktfjärilar. Inga underarter finns listade i Catalogue of Life.